# Guerra civil de Trebisonda de 1340
La guerra civil de Trebisonda de 1340 fue un conflicto que se desató entre la aristocracia trapisondesa, después de la muerte de Manuel II de Trebisonda, y que estalló durante el reinado de Irene Paleóloga (1340-1341). En 1340 la familia Escolario, que representaba a la nobleza cortesana, con el apoyo de otras familias de Trebisonda, se volvió contra la emperatriz y sus partidarios, la familia Amytzantarios. La revuelta terminó en julio de ese mismo año con la derrota de los sublevados y el dominio de las fuerzas imperiales.